# Amy Ruffle
Amy Ruffle (Victoria, 25 febbraio 1992) è un'attrice australiana.

## Biografia
Ha studiato presso la Strathcona Battista Girls Grammar School di Victoria e ha partecipato dal 2008 a vari musical e spettacoli teatrali.
Dal luglio 2013 al maggio 2015 ha interpretato per due stagioni una delle sirene protagoniste della serie televisiva per ragazzi Mako Mermaids - Vita da tritone, spin-off di un'altra serie australiana, H2O. Nell'ambito del telefilm Mako Mermaids ha anche interpretato alcune delle canzoni, poi pubblicate nel 2015 in un album dal titolo Way I'm Feeling.

## Filmografia

### Cinema
- Border Protection Squad, regia di Ed Kavalee (2014)

### Televisione
- Mako Mermaids - Vita da tritone (Mako: Island of Secrets) - serie TV (2013-2014)

## Teatro
- Honey Tummy (2009)
- Disneyland Summer Dance Classic (cantante principale, 2010)[3]
- Bare (2010)
- The Last Train: An Urban Tale Featuring the Songs of Paul Kelly (2011)[4]

## Doppiatrici italiane
Nelle versioni in italiano dei suoi film, Amy Ruffle è stata doppiata da:
- Giulia Tarquini in Mako Mermaids - Vita da tritone